# 花千骨 (電視劇)
《花千骨》，是改编自fresh果果的仙侠小说《仙侠奇缘之花千骨》，于2014年5月6日在广西開机，9月杀青。主要讲述白子画与花千骨師徒的爱情故事。主演見面会和定妆照于5月至6月曝光。2015年6月9日湖南卫视鑽石獨播劇場首播，是首部影劇網路播放量破兩百億的電視劇，並打破多項收視記錄，其中凭借網路首播破2亿、網路指数突破300万、创造了湖南卫视2015年播出以来的份额最高值等成绩获封年度剧王。LiTV 線上影視全套上架。

## 播放時間及平台
| 頻道        | 所在地   | 播映日期       | 播出時間                                                                      | 備註                           |
| 湖南卫视    | 中国大陆 | 2015年6月9日   | 每周二、周三晚22:00-24:00（兩集） 7月5日起改為每周日、周一22:00-24:00（兩集） | 鑽石獨播劇場，删减版，電視頻道 |
| 广东卫视    | 中国大陆 | 2015年11月25日 | 每晚19:30-21:00                                                               | DVD版，電視頻道                |
| CCTV-8      | 中国大陆 | 2016年7月5日   | 每日12:30四集连播                                                             | DVD版，電視頻道                |
| 浙江卫视    | 中国大陆 | 2017年7月2日   | 每日07:50四集连播                                                             | DVD版，電視頻道                |
| 河北卫视    | 中国大陆 | 2018年1月27日  | 每日08:10四集连播                                                             | DVD版，電視頻道                |
| 中天綜合台  | 臺灣     | 2015年12月1日  | 每週一至週五 20:00 （国语，台语播出）                                         | DVD版，電視頻道                |
| 中視主頻    | 臺灣     | 2015年12月1日  | 每週一至週五 21:00 （国语，台语播出）                                         | DVD版，電視頻道                |
| PPTV        | 泰國     | 2016年2月15日  | 週一-週二下午16:30至17:30 （泰语播出）                                        | DVD版，電視頻道                |
| 8TV         | 马来西亚 | 2017年8月4日   | 星期一至五 18:00                                                              | DVD版，電視頻道                |
| TVB華語劇台 | 香港     | 2017年2月24日  | 星期一至五 22:30-23:30                                                        | DVD版，電視頻道                |
| 台視綜合台  | 臺灣     | 2017年4月7日   | 每週一至週五23:30 - 01:30（台语播出）                                         | DVD版，電視頻道                |
| 東森超視    | 臺灣     | 2017年8月10日  | 每週一至週五22:00                                                             | DVD版，電視頻道                |
| 翡翠台      | 香港     | 2020年7月10日  | 星期一至五 10:30-11:30                                                        | DVD版，電視頻道                |

## 劇情概述
花千骨，出生时命格詭異、堅强善良的孤女，百年難见的天煞孤星，被長留上仙白子畫下凡化身的墨冰所救，並對他暗生情愫；而白子畫則是身負重任、一心想保護天下蒼生的長留山掌門，明知花千骨是自己的生死劫，非但不忍殺生，反而收花千骨為徒，細心教導。
為了尋找恩人，花千骨前往長留山，在東方彧卿的暗地幫助下，花千骨經過重重波折和考驗，成為白子畫座下唯一的弟子；師徒二人亦師亦友，皆以匡扶正義、保護上古十大神器為己任，兩人遊歷人間，救助孤寡，锄强扶弱。
朝夕相对，讓花千骨對白子畫產生了深深的爱慕執念，而深爱白子畫的仙子夏紫薰因好友檀梵之死，淪落為堕仙，被異朽閣閣主設計，為破白子畫的劫數，投毒加害花千骨，白子畫為了救花千骨而身中神器卜元鼎劇毒。
花千骨不惜偷盗十方神器为師父解毒，不料陰錯陽差之下放出妖神，因性情善良，維護不知情的妖神南弦月，妖神把洪荒之力傳給了她。自此，六界動亂不堪，百姓民不聊生，白子畫既要顧天下，又要保護花千骨，費盡心力，身中劇毒。
東方、糖寶等人意外之死让花千骨徹底絕望，突破白子畫的封印，最終成为妖神；白子畫為引導花千骨回歸正道，孤身来到七殺殿陪在她身邊。在得知白子畫對她的付出與情意之後，花千骨設計讓白子畫親手殺了自己，而發現自己過錯太多的摩嚴，用續命的方式讓花千骨得以復活。
最後，白子畫帶著失憶的花千骨退隱江湖，遊歷人間。

## 演員

### 主要演員
| 演員   | 角色     | 粵語配音           | 簡介 |
| 霍建華 | 白子畫   | 黃啟昌             | 五上仙之首，長留上仙，獨眼巨鏵，白衣描似畫，横霜染風華。淡然帶著冰冷的目光，流瀉如水如月華。他的格言是人有多大能力，就要承擔多大責任。超凡而孤高，冰凉而淡漠，溫潤如玉又雲淡風輕。其師傳位於他之時曾说：“子畫在，可保長留千年基業，可守仙界百年平安。” 為接任長留掌門而下山歷練，途中遇上花千骨以及其病重的父親，因要遵守仙界法則不可使用法術，眼睜睜看著花父氣絕身亡，因此事而對花千骨十分愧疚，更因心懷大愛，在發現她是自己此生的生死劫時，不忍心將其殺害。在經歷一連串事件後，白子畫將花千骨收歸為門下唯一弟子，花千骨的到來給絕情殿增添了煙火氣息，讓白子畫體會到了人世間的溫暖，更對花千骨暗生情愫而不自知。長久以來，他既要匡扶天下，又要嘔心瀝血的教導以及保護花千骨，一生不負長留，不負六界，不負眾生，不負任何人，惟獨負了自己的一世韶光。在長留會審之時，為了保住花千骨的命白子畫可以替她承受64根銷魂釘，散失掉大半仙力，卻在最後不得不阻止變身妖神的花千骨毀滅天下而痛下殺手，在得知是花千骨的試探後追悔莫及選擇與她同歸於盡，而被心碎的花千骨以最後的法力詛咒(下神諭)今生今世，永生永世，不老不死、不傷不滅。因為無法接受花千骨死去而瘋癲成魔，在摩嚴以命救下花千骨的魂魄後，與失去記憶的花千骨雙雙退隱山林。 |
| 霍建華 | 墨冰     | 黃啟昌             | 白子畫下山修煉的化名，意外救了正在尋找藥物給父親的花千骨，不僅贈她一把親手做的木劍，還教她基礎劍法。因此，墨冰成为了花千骨的心上人，但花千骨卻不記得他的模樣。 |
| 赵丽颖 | 花千骨   | 陳皓宜             | 女媧後人，世上最後一個神。出生時滿城鮮花盡數凋零，身附異香，她的血能讓花草枯萎，故取名花千骨。受父親遺命，為避鬼而學藝拜師，在東方彧卿的指引下不經意間一步步的接近白子畫，並成為白子畫唯一的徒弟。師徒二人多年朝夕相伴，讓花千骨對白子畫產生了深深的愛慕與執念，後白子畫為救她而身中神器卜元鼎之毒，花千骨不惜背棄天下人也要偷盜十方神器，只為救回白子畫，陰錯陽差獲得了洪荒之力，被白子畫以自身封印，在長留審判之後，世尊摩嚴發現她深愛白子畫的事實，將她逐入蠻荒。後在殺阡陌和東方彧卿聯手下逃出生天，誤認白子畫對自己無情，卻始終放不下這份感情，但在糖寶為拯救自己而死時徹底絕望，不管不顧衝破白子畫的封印變成妖神。在看到白子畫手上絕情池水的傷痕時，知道他對自己其實也有情，為逼迫他承認而挑起仙魔大戰，甚至不惜以幻術製造假象，讓白子畫親手殺了自己，就是為了證明自己在白子畫心中的重要性，最終目睹一切的世尊摩嚴相當後悔，以自己的性命挽回花千骨的命，轉世後的花千骨失去記憶，與白子畫一起退隱山林。 |
| 马可   | 殺阡陌   | 曹啟謙             | 六界第一美人，妖魔兩界之王，被尊稱為聖君，十分愛美，甚至不介意被稱為「姊姊」。把花千骨當成義妹琉夏般愛著和保護。為了將困在蠻荒的花千骨救出，在打開通往蠻荒的窮極之門時，散盡功力。在七殺殿入魔沉睡前對花千骨表明心跡。 |
| 张丹峰 | 东方彧卿 | 李凱傑 童年:林丹鳳 | 異朽閣閣主，風流不羈，為人精于謀算。因為五上仙殺死他的父親而與白子畫有世仇。擁有知道過去一切的能力。剛開始花千骨奇特的命格引起他的興趣，同時為了加害白子畫，設計一步步利用並推動花千骨的命運使其成為妖神，最後卻不料愛上花千骨。為了保她出蠻荒，跟異朽閣交換代價，五識盡喪，不得好死，每世只能活到25歲。在摩嚴要打死花千骨時為她擋下一掌，最終喀血而亡。 |
| 张丹峰 | 異朽君   | 李凱傑 童年:林丹鳳 | 雖然是一個凡人，但知道六界的一切事情、秘密。若想知道，需要以同等代價交換，喜歡收集墟鼎。 |
| 蒋欣   | 夏紫薰   | 曾秀清             | 本是仙界的紫薰仙子，五上仙之一，持有十方神器之一卜元鼎，擅長制香。因癡戀白子畫和壇凡的死而成為墮仙，墜入魔道。本來討厭花千骨並多次想要殺她，後來對她改觀並把卜元鼎借給花千骨來救白子畫。最後為了救遭歃血封印反噬的白子畫，將自身功力渡給白子畫，功力散盡而亡。 |
| 李純   | 霓漫天   | 黃昕瑜             | 蓬萊島主霓千丈之女，長留弟子，落十一的徒弟。一開始與花千骨為好友，後因做不成白子畫的徒兒(還比花千骨低一輩)而與花千骨反目，見不得她好，一心想除掉花千骨。其後被變為妖神的花千骨囚禁，反復折磨。最終花千骨答應讓她吸取洪荒之力，但無法控制力量遭反噬，含恨而死。喜歡朔風，死後的墓碑與朔風的名字列為一起。 |
| 徐海乔 | 孟玄朗   | 陳灝瑋             | 雖然貴為西蜀皇子，卻無意于權位，反而去尋仙學道，在長留山結識花千骨，並贈予她神器炎水玉（玉中封印著朔風）。當花千骨被同門刁難，孟玄朗充當起守護神的角色。對花千骨的感情表達呈現有種莫名的無力無奈感，也無法在花千骨陷入困境時解救她。因情勢所迫成為人間帝王，捲入了波譎雲詭的宮廷鬥爭之中。在取回皇位的大戰中勝利，成為一位明君。最終發現輕水是自己的真愛，那怕輕水已经變成瘋子，也願意照顾她一生一世，並與她長相廝守三生三世。 |
| 鲍天琦 | 輕水     | 張頌欣             | 周國柴王府北晴郡主，朽木清流的弟子(TV版為桃翁的弟子)，花千骨的好友。喜歡孟玄朗，為他放棄修仙的機會，留在皇宮陪伴他。在前往雲宮救花千骨時，因為嫉妒花千骨，通風報信給霓漫天，害糖寶被霓漫天一劍刺死，在意識到自己的錯誤後，終變瘋癲。最後被孟玄朗找到，與其終老一生。兩人有三世情缘，花千骨僅為這一生的異数。 |
| 安悦溪 | 糖寶     | 何寶珊             | 異朽閣的靈蟲，鳳凰眼淚與花千骨的血凝結而成。稱花千骨為娘親，後改稱為骨頭。靠花千骨的血出生和成長，喜歡落十一。被霓漫天刺激，而長成女兒身。在雲宮為救花千骨，被霓漫天一劍刺死。 |
| 董春辉 | 落十一   | 陳耀楠             | 摩嚴二弟子，替摩嚴管理長留，喜歡糖寶。在糖寶營救花千骨出長留雲宮時，因糖寶的死而對自己的照顧不力感到內疚，被衝破洪荒之力的花千骨所殺。最終因花千骨犧牲自我，利用神力救回所有被她殺的長留子弟而復活。在小說番外中與復活的糖寶重聚。 |
| 江明洋 | 朔風     | 李鎮然             | 長留弟子，落十一的徒弟。常因維護花千骨而衝撞霓漫天，但心裡其實是喜歡霓漫天的。是炎水玉的一塊碎片，可以解開神器的封印，后因成全花千骨救白子畫的命而消散。 |
| 康磊   | 孟玄聪   | 張方正             | 孟玄朗的哥哥，不滿孟玄朗成為皇帝，和七殺交易，如果七殺替他取得皇位並殺掉孟玄朗，他就將神器憫生劍交給七殺。後被七殺利用，最後死於單春秋的手裡。 |
| 蒋一铭 | 摩嚴     | 雷霆               | 長留山世尊，白子畫的師兄，一心維護白子畫。性格嚴厲偏執，讓花千骨懼怕。長年替白子畫處理長留事务。年輕時曾和一個女子（七殺殿的五妖之一）有過一個孩子，即竹染。鐵血無情，對別人絲毫沒有一點兒憐憫之心。最後卻因看到花千骨的善良而幡然醒悟，為讓花千骨復生而犧牲自己。 |
| 杨烁   | 檀凡     | 蘇強文             | 五上仙之一。性格灑脫豪爽，喜歡飲酒。為人不拘小節，最重情義。最擅長分身和觀微。喜歡夏紫薰，但夏紫薰卻一直喜歡著白子畫。最後為救被異朽閣閣主誅仙匕首所反噬的夏紫薰，使用三花匯頂，以命抵命死在夏紫薰懷中。 |
| 阮圣文 | 單春秋   | 陳廷軒             | 七殺護法，殺阡陌屬下。心思縝密，忠心耿耿地替殺阡陌打理七殺事務。雖然狠毒，但對殺阡陌忠心不二。曾經多次想要殺掉花千骨但不成功。 |
| 王修泽 | 曠野天   | 劉奕希             | 太白山上與東方彧卿過招的精通機關術的妖魔，但在比試中輸給東方彧卿。後在殺阡陌試圖打開通往蠻荒的窮極之門時，與各大派交戰，被摩嚴所殺。在七殺地位僅次於護法單春秋和聖君殺阡陌，對殺阡陌忠心耿耿。 |
| 鄭業成 | 南弦月   | 黃積權             | 妖神真身，前一任七殺聖君，擁有洪荒之力。後被花千骨教導分化成純真，並將洪荒之力傳予花千骨。在白子畫的掩護下假死了一回。最後成了懸壺濟世的平民。 |
| 陸子藝 | 尹幽若   | 凌晞               | 長留山第一百二十八代弟子，白子畫替花千骨收的徒弟。在花千骨被囚雲宮期间，分別接受白子畫和花千骨的教导，並陪伴花千骨度過軟禁的日子(僅有她一人擁有雲宮的鎖匙)。一度在白子畫離開長留期間，繼承掌門。 |
| 苗馳   | 笙簫默   | 鄧志堅             | 儒尊，長留三尊之一，白子畫的師弟，居住於銷魂殿，性情隨和。雖不管事，卻是三尊中最能把事情看得清楚透徹的人。被摩嚴一掌打傷，關到仙牢，後被白子畫救出。最後受白子畫委託代其管理長留。 |
| 杜哲宇 | 尹上飄   | 麥皓豐             | 長留弟子，七殺的奸細，屢次教唆霓漫天陷害花千骨，後被霓漫天殺害。 |
| 李珵   | 绿鞘     | 詹健兒             | 異朽閣的侍婢。喜欢東方彧卿，沒有眉毛，隨花千骨去九霄塔盜取玄鎮尺，在第九層为救東方彧卿(異朽君)而死。 |
| 宫正楠 | 竹染     | 鍾見麟             | 流放蠻荒的摩嚴大弟子，也是摩嚴和七殺殿妖女（五妖之一）所生。在蠻荒時發現花千骨身懷洪荒之力，要脅她運用洪荒之力帶其逃出蠻荒。為奪神器而利用琉夏，以致琉夏在其刀下自殺。喜歡琉夏，並用貪婪池水之傷作為掩飾絕情池水之傷，後被帶回戒律閣，在石塔中面壁思過三十年。 |
| 张正言 | 火夕     |                    | 儒尊之徒，性格古靈精怪，是花千骨的朋友，喜歡舞青蘿，後與舞青蘿成親。 |
| 陆纪依 | 舞青萝   | 羅孔柔             | 儒尊之徒，性格古靈精怪，是花千骨的朋友，喜欢火夕，後與火夕成親。 |
| 高海   | 雲隱     | 周倚天             | 蜀山弟子，雲翳兄長兼師兄，出身雲南夢家(家族每代的雙胞胎弟弟皆為哥哥的替身)，清虛道長大弟子兼指定繼承人。在花千骨擔任掌門期間輔助她。從小到大受的重傷都会转移到云翳身上，也不知道云翳是他的雙胞胎弟弟。其后因花千骨犯下滔天大罪在受刑前把掌门宮羽交给他。為了不與花千骨為敵而帶領蜀山退出門派鬥爭，專心修練問道。 |
| 高江   | 雲翳     | 李安邦             | 蜀山弟子，雲隱的雙胞胎弟弟兼師弟。原本臉部毀容，後因幫助七殺聖君殺阡陌而恢復容貌。一直與七殺勾結，屠盡蜀山滿門。是雲隱的鏡身影形，為尋找憫生劍，以便斷開與雲隱的牽引作用，最後自殺於雲隱憫生劍下。 |
| 曾虹畅 | 無垢     | 張裕東             | 五上仙之一，莲城城主，喜歡侍婢雲牙，而雲牙卻是他的生死劫。為了她殺死了偷練禁術的掌門們，告知花千骨她為白子畫生死劫，後以自盡作為懲罰。 |
| 钱泳辰 | 東華     | 黃積權             | 五上仙之一，為了贖罪，跟隨於異朽君(東方彧卿)身旁，把他視如己出。后為了保護白子畫及不讓東方彧卿錯下去，被東方彧卿誤殺。 |
| 孫歌璐 | 雲牙     | 何璐怡             | 蓮城的侍婢，喜歡無垢，是無垢的生死劫。因受韶白門弟子媚兒慫恿偷取四荒經，死於幾位掌門下。 |
| 李茜   | 琉夏     | 魏惠娥             | 殺阡陌的義妹，殺阡陌其中一位師父的繼女。本為凡人，被殺阡陌養大，愛稱殺阡陌為「姐姐」(此事也成为了殺阡陌對花千骨產生好感的原因)。為盜流光琴潛入長留，愛上竹染，並被竹染發現而遭利用，後在竹染刀下自殺。 |
| 劉波   | 霓千丈   | 陳永信             | 蓬萊島島主，霓漫天之父。與妻子一起過度寵愛女儿。在白子畫選擇花千骨為徒而捨棄女兒霓漫天時頗有不滿。在花千骨盜取浮沉珠時中了幻思鈴的法術，最後死於單春秋之手，嫁禍給花千骨。 |
| 刘瀚阳 | 李蒙     | 胡家豪             | 长留弟子。因目睹白子畫因中毒而失控，無法再壓抑、掩飾對花千骨的感情親吻花千骨，被花千骨用摄魂大法消除記憶。后来記起並向摩嚴稟报，被摩嚴杀死。 |

### 其他演員
| 演員   | 角色   | 粵語配音 | 簡介                                                                         |
| 趙楚侖 | 溫豐予 | 梁偉德   | 四大派之一，玉濁鋒掌門。                                                     |
| 邢瀚卿 | 尹洪淵 | 蕭徽勇   | 四大派之一，天山掌門，尹幽若之父，反對女兒拜花千骨為師。                     |
| 石劍濤 | 洛河東 | 黃子敬   | 崑崙派散仙，在小說中為孟玄朗的師父，清虛道長的友人。                         |
| 那家微 | 烈行雲 | 林筠翔   | 蜀國護國大將軍。                                                             |
| 李金哲 | 緋顏   | 潘文柏   | 四大派之一，太白門掌門，被無垢殺害。                                         |
| 沈雨   | 媚兒   | 葉曉欣   | 韶白門衛昔之師妹，與雲牙為好友，慫恿雲牙盜四荒經，後被無垢殺害。             |
| 楊安琪 | 衛昔   | 吳羨婷   | 韶白門門徒。                                                                 |
| 丹尼   | 清風   |          | 蜀山大長老。                                                                 |
| 林以政 | 清揚   | 蕭徽勇   | 蜀山二長老。                                                                 |
| 李善玉 | 般若花 | 沈小蘭   | 魔君座下的得力助手之一，擅於用毒，陰狠狡詐卻不失忠誠之心，死於東方彧卿之手。 |
| 沈雪煒 | 金泉   |          | 霓千丈師弟，霓漫天師叔。後發現霓漫天修習禁術而遭殺害。                       |
| 王亞華 | 雁停沙 | 梁少霞   | 韶白門掌門，被無垢殺害。                                                     |
| 崔小天 | 雲舒   |          |                                                                              |
| 張桓宇 | 緋葉   |          |                                                                              |
| 李星   | 雲端   |          |                                                                              |

### 客串演出
| 演員   | 角色     | 粵語配音 | 簡介 |
| 王九勝 | 花正文   | 劉昭文   | 花千骨的父親。 |
| 張雙利 | 清虛道長 | 張炳強   | 原蜀山掌門，遭雲翳殺害，臨死前將掌門之位傳給花千骨，並指引她前往長留拜師。在TV版中也是為花千骨起名之人，指定她必须在長大後前住蜀山拜師學藝。 |
| 沈保平 | 衍道     | 招世亮   | 白子畫、摩嚴、笙蕭默、东华上仙的師父，長留派前任掌門。生前傳位給白子畫時，曾預言他會遇到自己的生死劫。                                       |
| 侯耀華 | 桃翁     | 林國雄   | 藏書閣閣主，輕水的師父。 |
| 李琦   | 蜀國皇帝 | 朱子聰   | 孟玄朗的父親。 |

## 十方神器
| 名稱       | 擁有人                                                                                     | 用途 |
| 逝方拴天链 | 蜀山掌門清虛道長 （後為花千骨）                                                            | 鎖住空間。代表“牽絆”與“桎梏”，無法斬斷的枷鎖，可締造世上最堅固的牢籠，並能輕易毁掉牢籠中的一切。(後來被花千骨的血破解)         |
| 東方流光琴 | 長留掌門白子畫                                                                             | 淨化涅槃。代表“善”與“重生”之物。琴聲不但能淨除惡鬼，超度亡魂。且能遏制人心中邪惡、貪婪與欲望。於戰則干戈化解、於人則重修舊好。 |
| 南方幻思鈴 | 太白門掌門緋顏 （後為白子畫）                                                              | 控制人心。代表“情”與“執念”之物，鈴聲可以輕易操縱人内心的喜怒哀樂等各種情緒，並迷惑人的神智。                                   |
| 望方不歸硯 | 松厲山（七殺派偷去後交給單春秋，七殺派太白戰敗後交給白子畫）                               | 空間轉移。代表“逃離”與“追尋”，持硯者可瞬間從一個地方去往另一個地方，傳言甚至可以穿越時空。                                     |
| 死方憫生劍 | 蜀國國君孟玄朗 （後為白子畫）                                                              | 以殺止殺。代表“死”與“離别”，憫生劍其實是最殘忍之劍，見血必亡，無不可殺。它的憫只是在於，死在劍下的人不會有絲毫痛苦。           |
| 北方卜元鼎 | 玉濁鋒掌門溫豐予（被單春秋強取，後被紫薰墮仙奪去，最後借給花千骨集齊十方神器替白子畫解毒） | 調香煉藥。代表“煎熬”與“治愈”，可煉化一切，不論是制出來的香，還是仙丹毒藥，都是聖品。                                           |
| 生方炎水玉 | 蜀國國君孟玄朗轉送花千骨（其碎片為朔風）                                                   | 生生不息。代表“愛”與“希望”，使用此神器可使枯木回春，死人復生。                                                                 |
| 西方浮沉珠 | 蓬萊島島主霓千丈 （後為花千骨所盜）                                                        | 借法自然。代表“毁滅”與“力量”，可控制雲雨雷電、山川樹木等自然元素，此珠在手，翻江倒海、翻雲覆雨，皆不在話下。                   |
| 地方玄鎮尺 | 天山掌門尹洪淵 （後為花千骨所盜）                                                          | 絕對封印。代表“絕望”與“壓迫”，人和物，修爲或者記憶，感情或者技藝，皆可封印，無法解除。(置於九霄塔)                             |
| 天方謫仙傘 | 七殺派聖君殺阡陌（先借給單春秋，後借給花千骨）                                             | 完全防禦。代表“恨”與“抵抗”，持傘之人，可以阻攔外界的一切進攻，與結界不同的是，甚至可以將攻擊加倍反彈回給對方。                 |

## 上古神器/凶器
| 名稱   | 擁有人 | 用途 |
| 碧落劍 | 霓千丈 | 劍氣逼人，十丈之內，殺人於無形，外表沒有傷口，但內臟會被絞碎。在仙劍大會時借給女兒霓漫天當武器，並將其偽裝成普通木劍，後被白子畫識破。 |

## 電視原聲帶
| 曲序 | 曲目                     |                         | 作曲   | 演唱者         |
| ---- | ------------------------ | ----------------------- | ------ | -------------- |
| 1.   | 心之火（片頭曲(1-24集)） | 陳建寧、謝宥慧          | 阿沁   | 彭佳慧、F.I.R  |
| 2.   | 千古（片頭曲(25-54集)）  | 许嵩                    | 許嵩   | 阿蘭·達瓦卓瑪  |
| 3.   | 不可說（片尾曲）         | fresh果果、饒俊、錢麗娟 | 麥振鴻 | 霍建華、趙麗穎 |
| 4.   | 年輪（插曲）             | 汪蘇瀧                  | 汪蘇瀧 | 汪蘇瀧         |
| 5.   | 年輪（插曲）             | 汪蘇瀧                  | 汪蘇瀧 | 張碧晨         |
| 6.   | 地老天荒（插曲）         | 汪穎                    | 汪穎   | 張丹峰         |
| 7.   | 是夜（插曲）             | 毛方圆、甘世佳          | 毛方圆 | 毛方圆         |
| 8.   | 疤痕（BGM）              | -                       | 麥振鴻 |                |
| 9.   | 癡顏（BGM）              | -                       | 麥振鴻 |                |

## 週邊發行

### 特典
| 歌名     | 演唱者 |
| 畫骨成沙 | 櫻九   |
| 蝕骨畫   | 梁顏汐 |
| 畫情透骨 | 清漪   |
| 愛殤     | 小時   |

### 書籍
| 年份                   | 書名                           | 作者      | 出版社             | ISBN |
| ---------------------- | ------------------------------ | --------- | ------------------ | --- |
| 2009（第一版，已絕版） | 《花千骨》                     | Fresh果果 | 北方妇女儿童出版社 | ISBN 9787538541748 |
| 2010                   | 《仙俠奇緣之花千骨》（共五冊） | Fresh果果 | 藍襪子出版社       | ISBN 9789866237447 （第1冊：平裝） ISBN 9789866237454 （第2冊：平裝） ISBN 9789866237461 （第3冊：平裝） ISBN 9789866237478 （第4冊：平裝） ISBN 9789866237683 （第5冊：平裝） 番外小冊：《賭局》、《婆娑劫‧遺神書》 |
| 2012（新版）           | 《花千骨》                     | Fresh果果 | 北京联合出版公司   | ISBN 9787550211766 |
| 2014（最新修訂升級版） | 《花千骨》                     | Fresh果果 | 湖南文艺出版社     | ISBN 9787540467777 |

### DVD
- DVD發行（中國大陸）：遼寧廣播電視音像出版社出版, 廣州市博凱文化傳播有限公司發行;（簡體中文/國語）（10片經濟版/18片珍藏版/全50集）
- DVD發行（台灣）：得利影視;（繁體中文/國語）（10片/全50集）

### 衍生遊戲
《花千骨正版手遊》為台灣電視劇史上，首次同名遊戲與電視劇的同步冠名。

## 電視劇章節
| 集數  | 章節名稱 |
| 1-4   | 三生訣戀 |
| 5-8   | 鏖戰蜀山 |
| 9-12  | 緣定仙宴 |
| 13-16 | 流光情劫 |
| 17-20 | 暗影骨哨 |
| 21-24 | 風起西域 |
| 25-28 | 無垢之城 |
| 29-34 | 墜戀迷途 |
| 35-38 | 情入心魔 |
| 39-42 | 洪荒降世 |
| 43-46 | 蠻荒相遇 |
| 47-51 | 此生情滅 |
| 50-53 | 雲宮幻境 |
| 54-58 | 劫盡仙途 |

## 收视率

### 湖南卫视首播收视率
| 中国大陆 湖南卫视 首播收视率 |               |             |             |           |           |      |
| 集數                         | 播出日期      | CSM50城市网 | CSM50城市网 | CSM全国网 | CSM全国网 | 備註 |
| 集數                         | 播出日期      | 收視率      | 收視份額    | 收視率    | 收視份額  | 備註 |
| 1-2                          | 2015年6月9日  | 1.009       | 6.028       | 1.18      | 8.69      |      |
| 3-4                          | 2015年6月10日 | 0.989       | 6.101       | 1.34      | 10.23     |      |
| 5-6                          | 2015年6月16日 | 1.371       | 7.983       | 1.70      | 12.14     |      |
| 7-8                          | 2015年6月17日 | 1.345       | 8.039       | 1.75      | 12.64     |      |
| 9-10                         | 2015年6月23日 | 1.573       | 8.988       | 1.97      | 13.77     |      |
| 11-12                        | 2015年6月24日 | 1.599       | 9.090       | 2.19      | 15.54     |      |
| 13-14                        | 2015年6月30日 | 1.741       | 9.980       | 2.42      | 16.4      |      |
| 15-16                        | 2015年7月1日  | 2.010       | 11.225      | 2.90      | 19.01     |      |
| 17-18                        | 2015年7月5日  | 1.753       | 8.771       | 2.27      | 14.84     |      |
| 19-20                        | 2015年7月6日  | 2.148       | 11.543      | 3.04      | 19.72     |      |
| 21-22                        | 2015年7月12日 | 2.208       | 11.103      | 2.87      | 18.08     |      |
| 23-24                        | 2015年7月13日 | 2.255       | 12.939      | 2.85      | 19.32     |      |
| 25-26                        | 2015年7月19日 | 2.013       | 10.272      | 2.7       | 16.8      |      |
| 27-28                        | 2015年7月20日 | 2.418       | 13.057      | 3.26      | 21.07     |      |
| 29-30                        | 2015年7月25日 | 1.996       | 10.093      | 2.41      | 15.35     |      |
| 31-32                        | 2015年7月26日 | 2.071       | 10.364      | 2.69      | 16.92     |      |
| 33-34                        | 2015年7月27日 | 2.194       | 11.879      | 2.91      | 18.55     |      |
| 35-36                        | 2015年8月2日  | 2.183       | 10.226      | 2.53      | 15.64     |      |
| 37-38                        | 2015年8月3日  | 2.438       | 12.779      | 2.85      | 18.19     |      |
| 39-40                        | 2015年8月9日  | 2.212       | 10.257      | 3.25      | 18.5      |      |
| 41-42                        | 2015年8月10日 | 2.584       | 12.76       | 3.7       | 21.74     |      |
| 43-44                        | 2015年8月16日 | 2.777       | 13.56       | 3.51      | 21.75     |      |
| 45-46                        | 2015年8月17日 | 3.109       | 15.705      | 3.83      | 23.37     |      |
| 47-48                        | 2015年8月23日 | 2.92        | 13.842      | 3.63      | 21.62     |      |
| 49-50                        | 2015年8月24日 | 3.034       | 16.058      | 3.77      | 24.73     |      |
| 51-52                        | 2015年8月30日 | 2.684       | 13.687      | 3.39      | 22.22     |      |
| 53-54                        | 2015年8月31日 | 2.672       | 14.819      | 2.8       | 20.47     |      |
| 55-56                        | 2015年9月6日  | 2.241       | 11.189      | 2.2       | 15.53     |      |
| 57-58                        | 2015年9月7日  | 2.784       | 15.628      | 2.82      | 21.11     |      |
|                              | 全剧平均      | 2.123       |             | 2.715     |           |      |

1. 数据由广视索福瑞提供，调查范围为四岁以上之观众。
2. 资料来源：收視率排行

### 网络播放量
截止至2015年9月8号，该剧的网络播放总量突破10万。

### 中視首播
| 週數       | 播出日期                     | 集數       | 收視率 | 收視排名 | 備註   |
| ---------- | ---------------------------- | ---------- | ------ | -------- | ------ |
| 1          | 2015年12月1日－12月4日       | 1-4        | 0.96   | 5        |        |
| 2          | 2015年12月7日－12月11日      | 5-9        | 1.10   | 5        |        |
| 3          | 2015年12月14日－12月18日     | 10-14      | 1.13   | 5        |        |
| 4          | 2015年12月21日－12月25日     | 15-19      | 1.29   | 5        |        |
| 5          | 2015年12月28日－2016年1月1日 | 20-24      | 1.28   | 5        |        |
| 6          | 2016年1月4日－1月8日         | 25-29      | 1.29   | 5        |        |
| 7          | 2016年1月11日－1月15日       | 30-34      | 1.17   | 5        |        |
| 8          | 2016年1月18日－1月22日       | 35-39      | 1.63   | 5        |        |
| 9          | 2016年1月25日－1月29日       | 40-44      | 1.96   | 3        |        |
| 10         | 2016年2月1日－2月5日         | 45-49      | 2.01   | 3        |        |
| 11         | 2016年2月8日                 | 50         | 1.54   | 3        | 完結篇 |
| 平均收視率 | 平均收視率                   | 平均收視率 | 1.40   | -        | -      |

- 同時段戲劇：
  - 三立：
    - 三立台灣台《甘味人生》
    - 三立都會台《戀愛鄰距離》

  - 民視：《嫁妝》
  - 台視：《天若有情／春梅》
  - 華視：《瑯琊榜》
  - 大愛：《望你早歸／愛的人生路》
- 由AGB尼爾森調查，調查範圍是四歲以上收看電視之觀眾。
- 資料來源：台灣-偶像劇場 （页面存档备份，存于）

## 宣傳活動
| 時間           | 地點 | 活動           | 出席演員                                 |
| -------------- | ---- | -------------- | ---------------------------------------- |
| 2015年6月18日  | 中国 | 《我們都愛笑》 | 张丹峰                                   |
| 2015年6月27日  | 中国 | 《快樂大本營》 | 霍建华、趙麗穎、蒋欣、張丹峰、马可、李纯 |
| 2015年7月2日   | 中国 | 《我們都愛笑》 | 张丹峰、马可、徐海乔、董春辉             |
| 2015年8月8日   | 中国 | 《快樂大本營》 | 张丹峰、马可、徐海乔                     |
| 2015年9月17日  | 中国 | 《我們都愛笑》 | 张丹峰、徐海乔、董春辉                   |
| 2015年10月17日 | 中国 | 《快樂大本營》 | 张丹峰、徐海乔                           |

## 奬項
| 年份   | 頒獎典禮    | 獎項       | 得獎者 | 結果 |
| 2017年 | 第1届金威奖 | 优秀电视剧 |        | 获奖 |

## 電視劇的變遷
| 中国大陆 湖南卫视 钻石独播剧场 · 每周二、周三 22:00 - 24:00 两集連播 · 7月5日起改為每周日、周一 22:00 - 24:00 兩集連播 | 中国大陆 湖南卫视 钻石独播剧场 · 每周二、周三 22:00 - 24:00 两集連播 · 7月5日起改為每周日、周一 22:00 - 24:00 兩集連播 | 中国大陆 湖南卫视 钻石独播剧场 · 每周二、周三 22:00 - 24:00 两集連播 · 7月5日起改為每周日、周一 22:00 - 24:00 兩集連播                               |
| --- | --- | --- |
| | 花千骨 (2015年6月9日－2015年9月7日）                                                                                   | |
| 少年四大名捕 （2015年3月17日－2015年6月3日）                                                                           | 大汉情缘之云中歌 （2015年9月13日－2015年11月23日）                                                                     | |
| 臺灣 中天綜合台 每週一至週五 20:00 - 21:00                                                                             | | |
| 步步驚情 （重播） （2015年11月5日－2015年11月30日）                                                                    | 花千骨 （2015年12月1日－2016年2月8日）                                                                                 | 我的超人爸爸 （賀歲精選） （2016年2月8日－2016年2月12日）萬秀大勝利 （重播） （2016年2月15日－2016年2月19日）雲中歌 （2016年2月22日－2016年4月19日） |
| 臺灣 中視主頻 每週一至週五 21:00 - 22:00                                                                               | | |
| 美人關 （2015年10月5日－2015年11月30日）                                                                               | 花千骨 （2015年12月1日－2016年2月8日）                                                                                 | 來自星星的你 （重播） （2016年2月8日－2016年2月19日）雲中歌 （2016年2月22日－2016年4月19日）                                                         |
| 臺灣 EYE TV戲劇台 金粉劇院 時代大戲 每週一至週五 19:00 - 20:00 · 2016年1月17日起每週一至週五 18:00 - 20:00             | | |
| 少年楊家將 （2016年1月18日－2016年2月16日）                                                                            | 花千骨 （2016年2月16日－2016年3月22日）                                                                                | 射鵰英雄傳 （2016年3月22日－） |
| 香港 無綫網絡電視華語劇台 星期一至五 · 11:45 - 12:45、15:15 - 16:15、18:00 - 18:45、19:30 - 20:30及22:30 - 23:30       | | |
| 秀麗江山之長歌行 （2016年12月16日－2017年2月23日）                                                                     | 花千骨 （2017年2月24日－2017年5月4日）                                                                                 | 孤芳不自賞 （2017年5月5日－2017年7月31日） |
| 臺灣 台視綜合台 每週一至週五 23:30 - 01:30                                                                             | | |
| 大宋傳奇之趙匡胤 （重播）                                                                                              | 花千骨 （2017年4月7日－2017年5月11日）                                                                                 | 我的完美男人 （重播） |
| 马来西亚 八度空間 星期一至五 18:00—19:00                                                                               | | |
| 武則天 （2017年4月21日－2017年8月3日）                                                                                 | 花千骨 (2017年8月4日一2017年10月12日)                                                                                  | 領養 (2017年10月13日-2017年11月29日) |
| （重播）星期六至日 9:30 - 11:30（两集连播）                                                                            | | |
| 孤芳不自赏 (重播） （2018年8月12日－2018年11月25日）                                                                   | 花千骨 （2018年12月1日 一2019年3月2日）                                                                                | 龙珠传奇之无间道 (重播） （2019年3月3日一2019年6月16日）                                                                                             |
| 香港 無綫電視翡翠台 星期一至五 10:30 - 11:30（ 若當日為公眾假期暫停播映 ）（8月19日暫停播映）                          | | |
| 烈火如歌 （重播） （2020年5月11日－2020年7月9日）                                                                      | 花千骨 （重播） （2020年7月10日－2020年9月18日）                                                                       | 秦時麗人明月心 （重播） （2020年9月21日－2020年11月25日）                                                                                            |